# Weervast staal

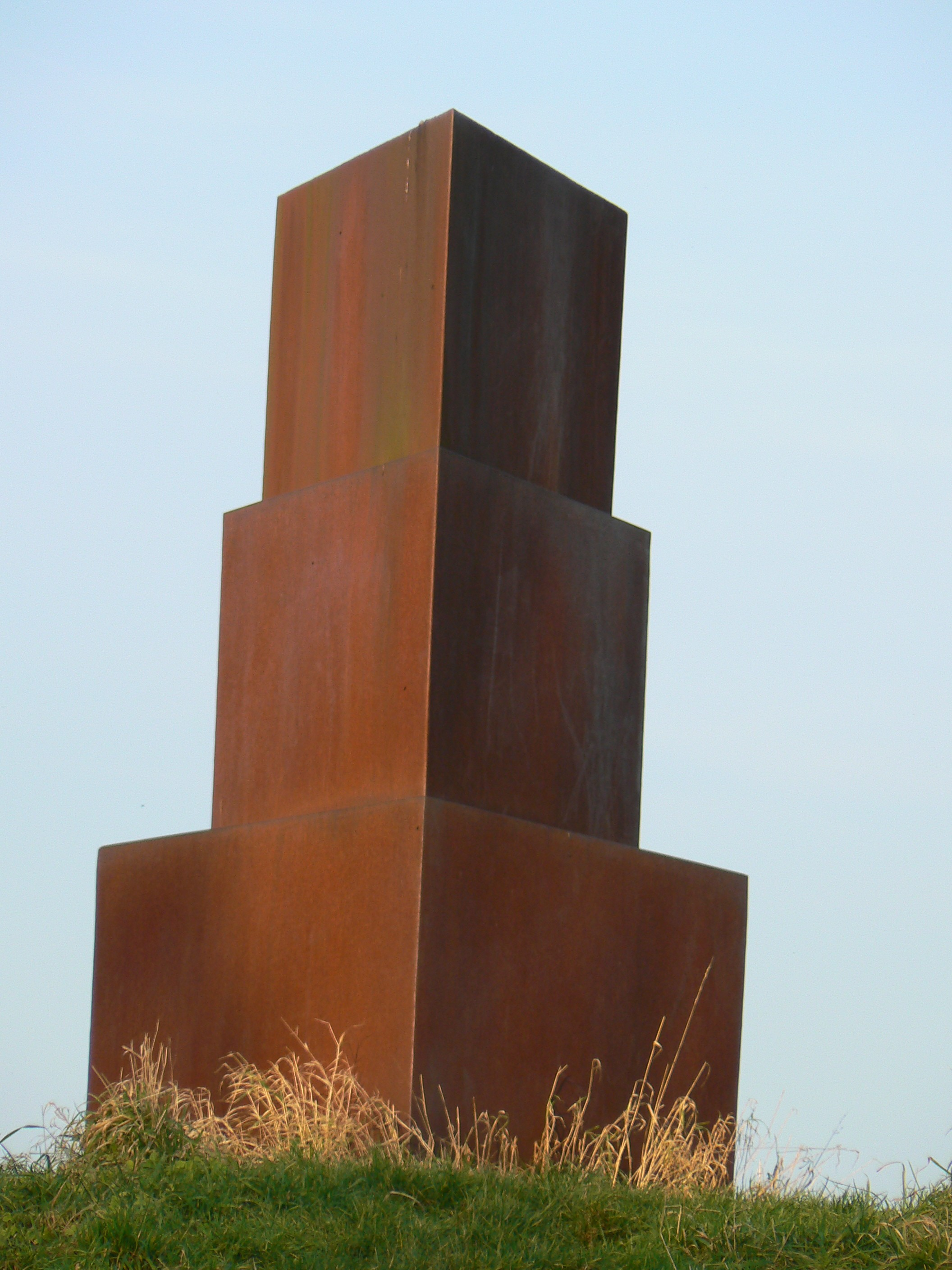
Werk in weervast staal.

Weervast staal is een verzamelnaam voor diverse staallegeringen met soortgelijke eigenschappen, welke een beschermlaag van roest vormen.
Karakteristiek aan weervast staal is het aanwezig zijn van kleine hoeveelheden koper en nikkel in de legering. Bij toepassing bijvoorbeeld in de buitenlucht ontstaat een roestlaag aan het oppervlak die vervolgens in zekere mate een beschermlaag vormt en verdere corrosie vertraagt. Weervast staal is verkrijgbaar in diverse typen die onderling een andere samenstelling van de legering en andere mechanische eigenschappen hebben. Wellicht het bekendste type weervast staal is bekend onder de merknaam Cor-Ten. 